# Pasjkovski
Pasjkovski (Russisch: Пашковский) is een Russische voormalige stad in kraj Krasnodar, tegenwoordig een wijk in het district Karasoenski in het oosten van de stad Krasnodar. Daarnaast is Pasjkovski wel nog de hoofdplaats van het gelijknamige landbouwdistrict.
In 1794 werd er een nederzetting gevestigd door Koeban-Kozakken. In 1842 werd dit de stanitsa Pasjovksaja. Vanaf 1936 kwam de stanitsa binnen de gemeentegrenzen van Krasnodar en fungeerde als centrum van de gelijknamige wijk. In 1958 werd de stanitsa opgewaardeerd tot stad. In 2003 werd Pasjkovski weer opgenomen binnen Krasnodar.
Het vliegveld van Krasnodar ligt bij Pasjkovski. Er ligt ook een massagraf van een vrouwelijke luchtmachteenheid uit de Tweede Wereldoorlog.